# (35995) 1999 NK20
1999 NK20 (asteroide 35995) é um asteroide da cintura principal. Possui uma excentricidade de 0.15932790 e uma inclinação de 3.23012º.
Este asteroide foi descoberto no dia 14 de julho de 1999 por LINEAR em Socorro.